# 海洋駿驥
海洋駿驥（日语：テイエムオーシャン），是日本純種競賽馬匹。生涯活躍於一哩至中距離賽事，曾於2000年勝出阪神三歲牝馬錦標，其後於2001年勝出櫻花賞及秋華賞並當選最佳3歲雌馬。

## 出賽前
1998年4月9日出生於北海道浦河町川越牧場，成長途中被偶然前往牧場參觀的馬主竹園正繼相中並購入。
其後交由栗東訓練中心練馬師西浦勝一訓練。

## 競賽生涯

### 3歲（現2歲）
2000年8月5日出戰札幌競馬場3歲新馬戰，於本田優策騎下成功一放到底並拋離第二的永勝駒 2 1/2馬位取得首勝。
其後出戰3歲500萬獎金以下條件戰，於先頭位置推進下成功於進入直路後爆發末腳衝刺，最終以6馬位優勢大勝。
9月23日出戰札幌三歲錦標，比賽途中一直以領放姿態保持於馬群最前方，但於進入直路後被日後的東京優駿（日本打吡）冠軍森林寶穴及朝日盃三歲錦標亞軍高野名駿超越得第三。
12月3日出戰阪神三歲牝馬錦標，因此前的優秀戰績獲得第一人氣。比賽開始後，其處於前方位置推進，一直保持穩定的節奏進入直路。進入直路後，其勢頭不減下繼續加速，最終成功擺脫Daiwa Rouge的追擊以2馬位優勢奪得首個一級賽冠軍。
年末，由於其年間優秀的表現及勝出一級賽，於評選中以近乎全票的192票當選最佳3歲雌馬。

### 3歲[a]
2001年首戰爲鬱金香賞，比賽途中其雖然以先頭馬姿態進入直路，但仍然有足夠的餘力爆發全場最佳末腳，成功拉開4馬位獲勝。
4月8日出戰櫻花賞，以壓倒性的1.3倍獨贏賠率獲得第一人氣。比賽開始後，其於第二的位置追趕領放馬Tashiro Spring推進，並於通過彎道時趁對手失速進佔第一。進入直路後，面對後上馬Moonlight Tango及Daiwa Rouge的凌厲衝刺，海洋駿驥突然爆發速度進行二段加速，最終保持優勢下以3馬位優勢奪冠。
5月20日出戰優駿牝馬（日本橡樹大賽），比賽途中處於較前位置推進，但進入直路時候未能及時衝出因而陷入不利位置。直路中段，雖然其仍然處於前方，但受不利位置所限未能進一步加速，最終被爆發末腳的後上馬蠟筆少女及美少女超越得第三。
放草過後於10月14日出戰秋華賞，雖然於優駿牝馬失利，但仍然以2.4倍獨贏賠率獲得第一人氣。比賽開始後，其繼續選用先行戰術於前方推進，並於通過第四彎道後開始發力加速進佔有利位置。進入直路後，其經已成功衝出並建立優勢，最終於不斷加速保持優勢下成功阻止後方的美少女及蠟筆少女，以復仇的姿態再度捧起一級賽冠軍。
其後出戰女皇伊利沙伯二世盃，爲其首次和年長馬匹對決。雖然比賽初段其成功堅守處於先頭的位置，但進入直路後明顯後勁不繼，最終以第五完賽。
12月23日出戰有馬紀念，採用先頭戰術下再度受限於距離適性而未能於直路發揮良好表現，最終以第六落敗。
年末，由於其勝出雌馬三冠當中的兩冠，於評選中以近乎全票的281票當選最佳3歲雌馬。

### 4歲
2002年年初進入長期休養，避戰所有春季賽事並於8月的札幌紀念復出。比賽開始後，其再次使用先頭戰術推進，並一直保持穩定節奏通過彎道。進入直路後，其開始加速超越處於前方的對手，於保持速度下成功抵擋後上馬東海角的來襲，最終以1 1/2馬位奪冠。
其後並未出戰女皇伊利沙伯二世盃，而是以秋季古馬三冠路線爲目標出戰秋季天皇賞、日本盃及有馬紀念，但最終分別以第十三、第九及第十落敗。

### 5歲
2003年首戰爲讀賣盃，於其中敗於天鵝騎士及Kiss Me Tender獲得第三。
其後出戰金鯱賞，比賽途中一直處於中團位置，進入直路後始終未能進一步加速，最終以第九大敗。
進入夏季後出戰兩場雌馬限定賽事人魚錦標及皇后錦標均未能奪冠，分別跑獲第二及第三。
其後以女皇伊利沙伯二世盃爲目標備戰，但於訓練中受傷並導致右後腳骨折。考慮其身體狀況後，陣營決定安排其退役。

### 詳細賽績
| 日期       | 舉辦國家 | 馬場 | 距離   | 級別 | 賽事名稱           | 負重 | 騎師   | 馬號 | 出馬 | 名次 | 時間   | 頭馬（二馬）        |
| ---------- | -------- | ---- | ------ | ---- | ------------------ | ---- | ------ | ---- | ---- | ---- | ------ | ------------------- |
| 5/8/2000   | 日本     | 札幌 | 草1200 |      | 3歲新馬            | 53   | 本田優 | 3    | 8    | 1    | 1:10.6 | （永勝駒）          |
| 26/8/2000  | 日本     | 札幌 | 草1200 |      | 3歲500萬獎金以下   | 53   | 本田優 | 4    | 14   | 1    | 1:10.6 | （Tax Shelter）     |
| 23/9/2000  | 日本     | 札幌 | 草1800 | GIII | 札幌三歲錦標       | 53   | 本田優 | 3    | 13   | 3    | 1:49.9 | 森林寶穴            |
| 3/12/2000  | 日本     | 阪神 | 草1600 | GI   | 阪神三歲牝馬錦標   | 53   | 本田優 | 9    | 18   | 1    | 1:34.6 | （Daiwa Rouge）     |
| 3/3/2001   | 日本     | 阪神 | 草1600 | GIII | 鬱金香賞           | 54   | 本田優 | 11   | 14   | 1    | 1:35.3 | （Point Flag）      |
| 8/4/2001   | 日本     | 阪神 | 草1600 | GI   | 櫻花賞             | 55   | 本田優 | 8    | 18   | 1    | 1:34.4 | （Moonlight Tango） |
| 20/5/2001  | 日本     | 東京 | 草2400 | GI   | 優駿牝馬           | 55   | 本田優 | 12   | 18   | 3    | 2:26.7 | 蠟筆少女            |
| 14/10/2001 | 日本     | 京都 | 草2000 | GI   | 秋華賞             | 55   | 本田優 | 2    | 18   | 1    | 1:58.5 | （美少女）          |
| 11/11/2001 | 日本     | 京都 | 草2200 | GI   | 女皇伊利沙伯二世盃 | 54   | 本田優 | 1    | 15   | 5    | 2:11.3 | 快得勝              |
| 23/12/2001 | 日本     | 中山 | 草2500 | GI   | 有馬紀念           | 53   | 本田優 | 8    | 13   | 6    | 2:33.5 | 曼城茶座            |
| 18/8/2002  | 日本     | 札幌 | 草2000 | GII  | 札幌紀念           | 56   | 本田優 | 14   | 16   | 1    | 1:59.5 | （東海角）          |
| 27/10/2002 | 日本     | 中山 | 草2000 | GI   | 秋季天皇賞         | 56   | 本田優 | 10   | 18   | 13   | 1:59.5 | 吉兆                |
| 24/11/2002 | 日本     | 中山 | 草2200 | GI   | 日本盃             | 55   | 本田優 | 11   | 16   | 9    | 2:13.0 | 飛霸                |
| 22/12/2002 | 日本     | 中山 | 草2500 | GI   | 有馬紀念           | 55   | 本田優 | 5    | 14   | 10   | 2:34.1 | 吉兆                |
| 19/4/2003  | 日本     | 阪神 | 草1600 | GII  | 讀賣盃             | 57   | 本田優 | 10   | 13   | 3    | 1:32.3 | 天鵝騎士            |
| 31/5/2003  | 日本     | 中京 | 草2000 | GII  | 金鯱賞             | 57   | 本田優 | 13   | 14   | 9    | 1:59.8 | 跳舞城              |
| 13/7/2003  | 日本     | 阪神 | 草2000 | GIII | 人魚錦標           | 59   | 本田優 | 2    | 10   | 2    | 2:04.3 | 美少女              |
| 18/8/2003  | 日本     | 札幌 | 草1800 | GIII | 皇后錦標           | 59   | 本田優 | 11   | 11   | 3    | 1:47.9 | Osumi Haruka        |

a 由2001年開始，日本跟隨國際馬齡顯示標準，以實歲標記馬匹

## 退役後
退役後，海洋駿驥成爲了繁殖雌馬，於北海道浦河町川越牧場休養，在2004年進行配種但最終為死胎。首匹子嗣T M Yumenoko在2006年出生，可於2008年出賽，2009年11月23日經已於地方的賽事取勝。
2020年產出第十三匹子嗣Yori Maru後由繁殖雌馬退役，於配種地川越牧場以功勞馬身份進行養老生活。

### 詳細繁殖資料
| 數目     | 馬名          | 出生年 | 性別 | 父系     | 練馬師                                         | 馬主              | 戰績                       |
| -------- | ------------- | ------ | ---- | -------- | ---------------------------------------------- | ----------------- | -------------------------- |
|          | （死胎）      |        |      | 好歌劇   |                                                |                   |                            |
| 第一匹   | T M Yumenoko  | 2006   | 雌   | 好歌劇   | 栗東・新川惠 →荒尾・平山良一 →栗東・新川惠     | 竹園正繼          | 12戰3冠0亞0季（退役·繁殖） |
|          | （流產）      |        |      | 好歌劇   |                                                |                   |                            |
| 第二匹   | T M Motion    | 2008   | 雄   | 好歌劇   | 栗東・新川惠                                   | 竹園正繼          | 2戰0冠0亞0季（退役）       |
| 第三匹   | T M Opera Don | 2009   | 雄   | 好歌劇   | 栗東・新川惠 →栗東・濱田多實雄                 | 竹園正繼          | 49戰4冠6亞5季（退役）      |
| 第四匹   | T M O Light   | 2010   | 雄   | 奇異光芒 | 栗東・新川惠 →栗東・濱田多實雄                 | 竹園正繼          | 11戰0冠1亞0季（退役）      |
| 第五匹   | T M Sky O     | 2011   | 雄   | 天空深處 | 栗東・岩元市三                                 | 竹園正繼          | 4戰0冠0亞1季（退役）       |
| 第六匹   | 海洋駿驥2012  | 2012   | 雄   | 奇異光芒 |                                                |                   | （未出賽）                 |
| 第七匹   | T M Douglas   | 2013   | 雄   | 天空深處 | 栗東・福島信晴                                 | 竹園正繼          | 14戰1冠0亞2季（退役）      |
|          | （流產）      |        |      | 皇中王   |                                                |                   |                            |
| 第八匹   | T M Ichizu O  | 2015   | 雄   | 名將球手 | 栗東・木原一良                                 | 竹園正繼          | 3戰0冠0亞0季（退役）       |
| 第九匹   | Kazu Faulkner | 2016   | 雄   | 黃金巨匠 | 栗東・西浦勝一 →園田・田中一巧 →金澤・宗綱泰彥 | 雅苑興業 →JPN技研 | 16戰4冠1亞0季（退役）      |
| 第十匹   | Trombino      | 2017   | 雌   | 龍王     | 園田・田中一巧 →金澤・加藤和義                 | 雅苑興業          | 29戰3冠7亞2季（退役）      |
| 第十一匹 | 海洋駿驥2018  | 2018   |      | 龍王     |                                                |                   | （出生後夭折）             |
| 第十二匹 | Oceans Yori   | 2019   | 雄   | 大鳴大放 | 美浦・竹内正洋                                 | 辻子依旦          | 8戰1冠0亞1季（退役）       |
| 第十三匹 | Yori Maru     | 2020   | 雄   | 不撓真鋼 | 栗東・上村洋行                                 | 辻子依旦          | 8戰3冠1亞0季（退役）       |

## 血統簡介
父系勇舞爲美國生產的英國賽駒，生涯僅得一敗，曾於1986年奪得凱旋門大賽冠軍，被譽爲1980年代歐洲最強賽駒。祖父利法爾爲美國生產的法國賽駒，出自著名種馬北地舞人系，生涯亦僅得一敗，退役後亦成爲歐洲著名種馬，現以成爲一支獨立系統。
母系River Girl爲日本賽駒，生涯戰績不佳僅得一勝。外祖父Rivlia爲美國賽駒，生涯戰績優秀，曾勝出三項一級賽。

### 血統表
| 父線：利法爾系（北地舞人系）                      |                                |               |                |
| 種馬 勇舞 1983年（棗色）                          | 利法爾 1969年（棗色）          | 北地舞人      | 新北區         |
| 種馬 勇舞 1983年（棗色）                          | 利法爾 1969年（棗色）          | 北地舞人      | Natalma        |
| 種馬 勇舞 1983年（棗色）                          | 利法爾 1969年（棗色）          | Goofed        | Court Martial  |
| 種馬 勇舞 1983年（棗色）                          | 利法爾 1969年（棗色）          | Goofed        | Barra          |
| 種馬 勇舞 1983年（棗色）                          | Navajo Princess 1974年（棗色） | Drone         | Sir Gaylord    |
| 種馬 勇舞 1983年（棗色）                          | Navajo Princess 1974年（棗色） | Drone         | Cap and Bell   |
| 種馬 勇舞 1983年（棗色）                          | Navajo Princess 1974年（棗色） | Olmec         | Pago Pago      |
| 種馬 勇舞 1983年（棗色）                          | Navajo Princess 1974年（棗色） | Olmec         | Chocolate Beau |
| 繁殖雌馬 River Girl 1991年（棗色）                | Rivlia 1982年（棗色）          | 河人          | Never Bend     |
| 繁殖雌馬 River Girl 1991年（棗色）                | Rivlia 1982年（棗色）          | 河人          | River Lady     |
| 繁殖雌馬 River Girl 1991年（棗色）                | Rivlia 1982年（棗色）          | Dahlia        | Vaguely Noble  |
| 繁殖雌馬 River Girl 1991年（棗色）                | Rivlia 1982年（棗色）          | Dahlia        | Charming Alibi |
| 繁殖雌馬 River Girl 1991年（棗色）                | Erebus 1982年（栗色）          | Magnitude     | 水車礁石       |
| 繁殖雌馬 River Girl 1991年（棗色）                | Erebus 1982年（栗色）          | Magnitude     | Altesse Royale |
| 繁殖雌馬 River Girl 1991年（棗色）                | Erebus 1982年（栗色）          | Hokuwi Ribbon | Eagle          |
| 繁殖雌馬 River Girl 1991年（棗色）                | Erebus 1982年（栗色）          | Hokuwi Ribbon | Queen Epolo    |
| 雌系：號族：12                                    |                                |               |                |
| 五代內近親交配：Court Martial 4×5、Never Bend 4×5 |                                |               |                |

## 命名由來
名字中，T.M.（テイエム）是馬主竹園正繼冠名，出自其姓氏竹園羅馬化後的首字母「T」及名字正繼羅馬化後的首字母「M」，Ocean（オーシャン）即是海洋的意思，香港則忽略冠名部分，翻譯为「海洋駿驥」。

## 外部連結
- 海洋駿驥 netkeiba.com （页面存档备份，存于）
- 血統表 （页面存档备份，存于）